# Finales NBA 2014
Navigation
Finales 2013 Finales 2015
Les finales NBA 2014 sont la dernière série de matchs de la saison 2013-2014 de la NBA et la conclusion des séries éliminatoires (playoffs) de la saison. Le champion de la conférence Est et tenant du titre le Heat de Miami rencontre le champion de la conférence Ouest les Spurs de San Antonio. Il s'agit de la même série finale qu'en Finales 2013, C'est la neuvième fois que deux ans de suite les finales opposent les mêmes adversaires.
Pour la première fois depuis les Finales 1984 les matchs se dérouleront sous le format 2-2-1-1-1 (2 matchs chez le meilleur bilan, 2 chez le moins bon, 1 chez le meilleur (éventuel), 1 chez le moins bon (éventuel) et 1 chez le meilleur (éventuel).
Les Spurs remportent la finale par quatre victoires à une.

## Lieux des compétitions
Les deux salles pour le tournoi ces finales sont : l'American Airlines Arena de Miami et l'AT&T Center de San Antonio.
| San Antonio       | \| Miami San Antonio \| | Miami                   |
| AT&T Center       | \| Miami San Antonio \| | American Airlines Arena |
| Capacité: 18 797  | \| Miami San Antonio \| | Capacité: 19 600        |
| AT&T Center       | \| Miami San Antonio \| | American Airlines Arena |
| Miami San Antonio |                         |                         |

## Avant les finales

### Heat de Miami
Le Heat de Miami est champion en titre. Il en est à sa cinquième participation (dont la quatrième consécutive), il a gagné trois fois (2006, 2012 et 2013) et perdu une fois (2011).
Lors de la saison régulière, le Heat a terminé champion de la division Sud-Est et second de la Conférence Est avec un bilan de 54 victoires pour 28 défaites.
Au cours des playoffs, ils ont successivement éliminé les Bobcats de Charlotte sur le score sec de quatre victoires à zéro, puis les Nets de Brooklyn (4-1) et les Pacers de l'Indiana comme l'an passé mais sur le score de 4 victoires à 2.

### Spurs de San Antonio
Les Spurs de San Antonio participent à leur sixième finale NBA.  Ils en ont gagné quatre en 1999, 2003, 2005 et 2007. Pour Tim Duncan et Gregg Popovich, il s'agit de leur sixième finale également alors que pour Tony Parker et Emanuel Ginóbili c'est la cinquième. Contrairement à l'année précédente, ils ont l'avantage du terrain cette année.
Lors de la saison régulière, les Spurs ont terminé la saison champion de la division Sud-Ouest et champion de la Conférence Ouest avec un bilan de 62 victoires pour 20 défaites.
Au cours des playoffs, ils ont successivement éliminé les Mavericks de Dallas sur le score de quatre victoires à trois, puis les Trail Blazers de Portland (4-1) et le Thunder d'Oklahoma City (4-2).

### Parcours comparés vers les finales NBA
| Conférence Ouest | Conférence Ouest                | Conférence Ouest | Conférence Ouest | Conférence Ouest | Conférence Ouest | Conférence Ouest | Conférence Ouest |
| No               | Franchise                       | Vic.             | Def.             | MJ               | % V/D            | RV               |                  |
| ---------------- | ------------------------------- | ---------------- | ---------------- | ---------------- | ---------------- | ---------------- | ---------------- |
| 1                | Spurs de San Antonio            | 62               | 20               | 82               | 75,60 %          | -                |                  |
| 2                | Thunder d'Oklahoma City         | 59               | 23               | 82               | 72,00 %          | 3,0              |                  |
| 3                | Clippers de Los Angeles         | 57               | 25               | 82               | 69,50 %          | 5,0              |                  |
| 4                | Rockets de Houston (a)          | 54               | 28               | 82               | 65,90 %          | 8,0              |                  |
| 5                | Trail Blazers de Portland (a)   | 54               | 28               | 82               | 65,90 %          | 8,0              |                  |
| 6                | Warriors de Golden State        | 51               | 31               | 82               | 62,20 %          | 11,0             |                  |
| 7                | Grizzlies de Memphis            | 50               | 32               | 82               | 61,00 %          | 12,0             |                  |
| 8                | Mavericks de Dallas             | 49               | 33               | 82               | 59,80 %          | 13,0             |                  |
|                  |                                 |                  |                  |                  |                  |                  |                  |
| 9                | Suns de Phoenix                 | 48               | 34               | 82               | 58,50 %          | 14,0             |                  |
| 10               | Timberwolves du Minnesota       | 40               | 42               | 82               | 48,80 %          | 22,0             |                  |
| 11               | Nuggets de Denver               | 36               | 46               | 82               | 43,90 %          | 26,0             |                  |
| 12               | Pelicans de La Nouvelle-Orléans | 34               | 48               | 82               | 41,50 %          | 28,0             |                  |
| 13               | Kings de Sacramento             | 28               | 54               | 82               | 34,10 %          | 34,0             |                  |
| 14               | Lakers de Los Angeles           | 27               | 55               | 82               | 32,90 %          | 35,0             |                  |
| 15               | Jazz de l'Utah                  | 25               | 57               | 82               | 30,50 %          | 37,0             |                  |

| Conférence Est | Conférence Est            | Conférence Est | Conférence Est | Conférence Est | Conférence Est | Conférence Est | Conférence Est |
| No             | Franchise                 | Vic.           | Déf.           | MJ             | % V/D          | RV             |                |
| -------------- | ------------------------- | -------------- | -------------- | -------------- | -------------- | -------------- | -------------- |
| 1              | Pacers de l'Indiana       | 56             | 26             | 82             | 68,30 %        | -              |                |
| 2              | Heat de Miami             | 54             | 28             | 82             | 65,90 %        | 2,0            |                |
| 3              | Raptors de Toronto (a)    | 48             | 34             | 82             | 58,50 %        | 8,0            |                |
| 4              | Bulls de Chicago (a)      | 48             | 34             | 82             | 58,50 %        | 8,0            |                |
| 5              | Wizards de Washington (b) | 44             | 38             | 82             | 53,70 %        | 12,0           |                |
| 6              | Nets de Brooklyn (b)      | 44             | 38             | 82             | 53,70 %        | 12,0           |                |
| 7              | Bobcats de Charlotte      | 43             | 39             | 82             | 52,40 %        | 13,0           |                |
| 8              | Hawks d'Atlanta           | 38             | 44             | 82             | 46,30 %        | 18,0           |                |
|                |                           |                |                |                |                |                |                |
| 9              | Knicks de New York        | 37             | 45             | 82             | 45,10 %        | 19,0           |                |
| 10             | Cavaliers de Cleveland    | 33             | 49             | 82             | 40,20 %        | 23,0           |                |
| 11             | Pistons de Détroit        | 29             | 53             | 82             | 35,40 %        | 27,0           |                |
| 12             | Celtics de Boston         | 25             | 57             | 82             | 30,50 %        | 31,0           |                |
| 13             | Magic d'Orlando           | 23             | 59             | 82             | 28,00 %        | 33,0           |                |
| 14             | 76ers de Philadelphie     | 19             | 63             | 82             | 23,20 %        | 37,0           |                |
| 15             | Bucks de Milwaukee        | 15             | 67             | 82             | 18,30 %        | 41,0           |                |

## Les Finales
Toutes les heures sont en Eastern Daylight Time (UTC−4)

### Match 1
| 5 juin 2014 21:00 EDT | (fr) Rapport (en) Boxscore | Heat de Miami 95, Spurs de San Antonio 110         | Heat de Miami 95, Spurs de San Antonio 110 | Heat de Miami 95, Spurs de San Antonio 110                 |  | AT&T Center, San Antonio Affluence : 18 581 Arbitres : no 48 Scott Foster no 8 Marc Davis no 41 Ken Mauer | ABC |
| 5 juin 2014 21:00 EDT | (fr) Rapport (en) Boxscore | Score par quart-temps : 20-26, 29-28, 29-20, 17-36 |                                            |                                                            |  | AT&T Center, San Antonio Affluence : 18 581 Arbitres : no 48 Scott Foster no 8 Marc Davis no 41 Ken Mauer | ABC |
| 5 juin 2014 21:00 EDT | (fr) Rapport (en) Boxscore | Score par mi-temps : 49-54, 46-56                  |                                            |                                                            |  | AT&T Center, San Antonio Affluence : 18 581 Arbitres : no 48 Scott Foster no 8 Marc Davis no 41 Ken Mauer | ABC |
| 5 juin 2014 21:00 EDT | (fr) Rapport (en) Boxscore | LeBron James 25 Chris Bosh 9 Norris Cole 5         | Points Rebonds Passes d.                   | Tim Duncan 21 Tim Duncan et Boris Diaw 10 Manu Ginóbili 11 |  | AT&T Center, San Antonio Affluence : 18 581 Arbitres : no 48 Scott Foster no 8 Marc Davis no 41 Ken Mauer | ABC |
| 5 juin 2014 21:00 EDT | (fr) Rapport (en) Boxscore | San Antonio mène la série 1 à 0.                   |                                            |                                                            |  | AT&T Center, San Antonio Affluence : 18 581 Arbitres : no 48 Scott Foster no 8 Marc Davis no 41 Ken Mauer | ABC |

Le fait marquant de cette première manche est la panne de la climatisation de la salle de San Antonio faisant régner une température de 35 °C. Dès le milieu du troisième quart-temps, LeBron James réclamait de l’eau durant un temps-mort avant de lâcher : « Ils essaient de nous faire partir en fumée ». James, victime de crampes à la jambe gauche est sorti à la trente-troisième minute, il a voulu revenir mais l'entraîneur du Heat, Erik Spoelstra l'en a empêché. À la suite de cette sortie, les Spurs font une série à 15-4 et terminent le quatrième quart-temps sur la marque de 36-17 pour remporter ce premier match à domicile 110 à 95.
Tim Duncan finit le match avec 21 points marqués et 10 rebonds pris, Manu Ginóbili marque 16 points et distille 11 passes, quant à Tony Parker il termine avec 19 points et 8 passes. Les Spurs ont eu 59 % de réussite aux tirs. Le meilleur marqueur de Miami est LeBron James avec 25 points en 33 minutes.

### Match 2
| 8 juin 2014 20:30 EDT | (en) Boxscore | Heat de Miami 98, Spurs de San Antonio 96          | Heat de Miami 98, Spurs de San Antonio 96 | Heat de Miami 98, Spurs de San Antonio 96 |  | AT&T Center, San Antonio Affluence : 18 581 Arbitres : no 43 Dan Crawford no 19 James Capers no 23 Jason Phillips | ABC |
| 8 juin 2014 20:30 EDT | (en) Boxscore | Score par quart-temps : 19-26, 24-17, 34-35, 21-18 |                                           |                                           |  | AT&T Center, San Antonio Affluence : 18 581 Arbitres : no 43 Dan Crawford no 19 James Capers no 23 Jason Phillips | ABC |
| 8 juin 2014 20:30 EDT | (en) Boxscore | Score par mi-temps : 43-43, 55-53                  |                                           |                                           |  | AT&T Center, San Antonio Affluence : 18 581 Arbitres : no 43 Dan Crawford no 19 James Capers no 23 Jason Phillips | ABC |
| 8 juin 2014 20:30 EDT | (en) Boxscore | James 35 James 10 Wade et Chalmers 4               | Points Rebonds Passes d.                  | Parker 21 Duncan 15 Parker 7              |  | AT&T Center, San Antonio Affluence : 18 581 Arbitres : no 43 Dan Crawford no 19 James Capers no 23 Jason Phillips | ABC |
| 8 juin 2014 20:30 EDT | (en) Boxscore | Egalité dans la série 1 à 1.                       |                                           |                                           |  | AT&T Center, San Antonio Affluence : 18 581 Arbitres : no 43 Dan Crawford no 19 James Capers no 23 Jason Phillips | ABC |

### Match 3
| 10 juin 2014 21.00 EDT | (en) Boxscore | Spurs de San Antonio 111, Heat de Miami 92         | Spurs de San Antonio 111, Heat de Miami 92 | Spurs de San Antonio 111, Heat de Miami 92   |  | American Airlines Arena, Miami Affluence : 19 900 Arbitres : no 13 Monty McCutchen no 25 Tony Brothers no 28 Zach Zarba | ABC |
| 10 juin 2014 21.00 EDT | (en) Boxscore | Score par quart-temps : 41-25, 30-25, 15-25, 25-17 |                                            |                                              |  | American Airlines Arena, Miami Affluence : 19 900 Arbitres : no 13 Monty McCutchen no 25 Tony Brothers no 28 Zach Zarba | ABC |
| 10 juin 2014 21.00 EDT | (en) Boxscore | Score par mi-temps : 71-50, 40-42                  |                                            |                                              |  | American Airlines Arena, Miami Affluence : 19 900 Arbitres : no 13 Monty McCutchen no 25 Tony Brothers no 28 Zach Zarba | ABC |
| 10 juin 2014 21.00 EDT | (en) Boxscore | Leonard 29 Duncan 6 Parker et Mills 4              | Points Rebonds Passes d.                   | James et Wade 22 Andersen et James 5 James 7 |  | American Airlines Arena, Miami Affluence : 19 900 Arbitres : no 13 Monty McCutchen no 25 Tony Brothers no 28 Zach Zarba | ABC |
| 10 juin 2014 21.00 EDT | (en) Boxscore | San Antonio mène la série 2 à 1.                   |                                            |                                              |  | American Airlines Arena, Miami Affluence : 19 900 Arbitres : no 13 Monty McCutchen no 25 Tony Brothers no 28 Zach Zarba | ABC |

### Match 4
| 12 juin 2014 21.00 EDT | (en) Boxscore | Spurs de San Antonio 107, Heat de Miami 86         | Spurs de San Antonio 107, Heat de Miami 86 | Spurs de San Antonio 107, Heat de Miami 86 |  | American Airlines Arena, Miami Affluence : 19 900 Arbitres : no 17 Joe Crawford no 24 Mike Callahan no 49 Tom Washington | ABC |
| 12 juin 2014 21.00 EDT | (en) Boxscore | Score par quart-temps : 26-17, 29-19, 26-21, 26-29 |                                            |                                            |  | American Airlines Arena, Miami Affluence : 19 900 Arbitres : no 17 Joe Crawford no 24 Mike Callahan no 49 Tom Washington | ABC |
| 12 juin 2014 21.00 EDT | (en) Boxscore | Score par mi-temps : 55-36, 52-50                  |                                            |                                            |  | American Airlines Arena, Miami Affluence : 19 900 Arbitres : no 17 Joe Crawford no 24 Mike Callahan no 49 Tom Washington | ABC |
| 12 juin 2014 21.00 EDT | (en) Boxscore | Leonard 20 Leonard 14 Diaw 9                       | Points Rebonds Passes d.                   | James 28 James 8 Chalmers 5                |  | American Airlines Arena, Miami Affluence : 19 900 Arbitres : no 17 Joe Crawford no 24 Mike Callahan no 49 Tom Washington | ABC |
| 12 juin 2014 21.00 EDT | (en) Boxscore | San Antonio mène la série 3 à 1.                   |                                            |                                            |  | American Airlines Arena, Miami Affluence : 19 900 Arbitres : no 17 Joe Crawford no 24 Mike Callahan no 49 Tom Washington | ABC |

### Match 5
| 15 juin 2014 20:00 EDT | (en) Boxscore | Heat de Miami 87, Spurs de San Antonio 104                          | Heat de Miami 87, Spurs de San Antonio 104 | Heat de Miami 87, Spurs de San Antonio 104 |  | AT&T Center, San Antonio Affluence : 18 581 Arbitres : no 8 Marc Davis no 41 Ken Mauer no 48 Scott Foster | ABC |
| 15 juin 2014 20:00 EDT | (en) Boxscore | Score par quart-temps : 29-22, 11-25, 18-30, 29-27                  |                                            |                                            |  | AT&T Center, San Antonio Affluence : 18 581 Arbitres : no 8 Marc Davis no 41 Ken Mauer no 48 Scott Foster | ABC |
| 15 juin 2014 20:00 EDT | (en) Boxscore | Score par mi-temps : 40-47, 47-57                                   |                                            |                                            |  | AT&T Center, San Antonio Affluence : 18 581 Arbitres : no 8 Marc Davis no 41 Ken Mauer no 48 Scott Foster | ABC |
| 15 juin 2014 20:00 EDT | (en) Boxscore | James 31 James 10 James 5                                           | Points Rebonds Passes d.                   | Leonard 22 Leonard 10 Diaw 6               |  | AT&T Center, San Antonio Affluence : 18 581 Arbitres : no 8 Marc Davis no 41 Ken Mauer no 48 Scott Foster | ABC |
| 15 juin 2014 20:00 EDT | (en) Boxscore | San Antonio remporte la série 4 à 1 et remporte le championnat NBA. |                                            |                                            |  | AT&T Center, San Antonio Affluence : 18 581 Arbitres : no 8 Marc Davis no 41 Ken Mauer no 48 Scott Foster | ABC |

## Équipes
| Heat de Miami Effectif actuel                                                |    |  |                  |                           |
| Entraîneur : Erik Spoelstra                                                  |    |  |                  |                           |
| Arrière                                                                      | 34 |  | Ray Allen        | Connecticut               |
| Ailier fort, Pivot                                                           | 11 |  | Chris Andersen   | Blinn Junior College      |
| Ailier                                                                       | 31 |  | Shane Battier    | Duke                      |
| Ailier                                                                       | 8  |  | Michael Beasley  | Kansas State              |
| Ailier fort                                                                  | 1  |  | Chris Bosh       | Georgia Tech              |
| Meneur                                                                       | 15 |  | Mario Chalmers   | Kansas                    |
| Meneur                                                                       | 30 |  | Norris Cole      | Cleveland State           |
| Arrière                                                                      | 0  |  | Toney Douglas    | Florida State             |
| Pivot                                                                        | 7  |  | Justin Hamilton  | Louisiana State           |
| Ailier fort                                                                  | 40 |  | Udonis Haslem    | Florida                   |
| Ailier                                                                       | 6  |  | LeBron James (C) | St. Vincent - St. Mary HS |
| Ailier                                                                       | 22 |  | James Jones      | Miami                     |
| Ailier                                                                       | 9  |  | Rashard Lewis    | Alief Elsik HS            |
| Pivot                                                                        | 20 |  | Greg Oden        | Ohio State                |
| Arrière                                                                      | 3  |  | Dwyane Wade (C)  | Marquette                 |
| (C) Capitaine (AL) - Agent libre (R) - Rookie (ou Recrue) - Blessé (Injured) |    |  |                  |                           |

| Spurs de San Antonio Effectif actuel                                           |    |  |                 |                  |
| Entraîneur : Gregg Popovich                                                    |    |  |                 |                  |
| Ailier fort                                                                    | 11 |  | Jeff Ayres      | Arizona State    |
| Ailier fort, Pivot                                                             | 16 |  | Aron Baynes     | Washington State |
| Arrière                                                                        | 3  |  | Marco Belinelli | Italie           |
| Ailier fort, Pivot                                                             | 15 |  | Matt Bonner     | Florida          |
| Ailier fort                                                                    | 23 |  | Austin Daye     | California       |
| Ailier fort, Pivot                                                             | 33 |  | Boris Diaw      | France           |
| Ailier fort                                                                    | 21 |  | Tim Duncan (C)  | Wake Forest      |
| Arrière                                                                        | 20 |  | Manu Ginóbili   | Argentine        |
| Arrière, Ailier                                                                | 4  |  | Danny Green     | North Carolina   |
| Meneur                                                                         | 5  |  | Cory Joseph     | Texas            |
| Ailier, Arrière                                                                | 2  |  | Kawhi Leonard   | San Diego State  |
| Meneur                                                                         | 8  |  | Patrick Mills   | St Mary's        |
| Meneur                                                                         | 9  |  | Tony Parker     | France           |
| Pivot                                                                          | 22 |  | Tiago Splitter  | Brésil           |
| (C) - Capitaine (AL) - Agent libre (R) - Rookie (ou Recrue) - Blessé (Injured) |    |  |                 |                  |